# Citharinus citharus
Citharinus citharus és una espècie de peix de la família dels citarínids i de l'ordre dels caraciformes.

## Subespècies
- Citharinus citharus citharus (Geoffroy Saint-Hilaire, 1809)
- Citharinus citharus intermedius (Worthington, 1932)[2]